# 19189 Stradivari
19189 Stradivari este un asteroid din centura principală de asteroizi.

## Descriere
19189 Stradivari este un asteroid din centura principală de asteroizi. A fost descoperit pe 28 decembrie 1991 la Tautenburg de Freimut Börngen. Asteroidul prezintă o orbită caracterizată de o semiaxă mare de 2,67 ua, o excentricitate de 0,19 și o înclinație de 14,3° în raport cu ecliptica.